# Impulssatsen
Produkten av massa och strömningshastighet för en vätskepartikel kallas dess impuls eller rörelsemängd.
Impulssatsen för stationär strömning lyder:
Resultanten F till alla yttre krafter på en kontrollvolym är lika med skillnaden mellan impulsen (rörelsemängden) per tidsenhet hos utströmmad och inströmmad massa.
Impulssatsen bygger på Reynolds transportteorem (RTT) och skrivs på integralform:
{\displaystyle \sum \mathbf {F} ={d \over dt}{\Bigg (}\int _{kv}\rho \mathbf {V} dV{\Bigg )}+\int _{ky}\mathbf {V} \rho {\Big (}\mathbf {V} \cdot \mathbf {n} {\Big )}dA}
Där F är en kraftvektor, kv är kontrollvolymen, ky är kontrollytan, V är hastighetsvektorn, ρ är densiteten och n är enhetsvektorn (negativ för inflöde och positiv för utflöde). Impulssatsen kan även skrivas på differentialform (Navier-Stokes ekvationer):
{\displaystyle \rho {\Big (}{\delta u \over \delta t}+u{\delta u \over \delta x}+v{\delta u \over \delta y}+w{\delta u \over \delta z}=-{\delta p \over \delta x}+\mu \nabla ^{2}u+\rho gx}
{\displaystyle \rho {\Big (}{\delta v \over \delta t}+u{\delta v \over \delta x}+v{\delta v \over \delta y}+w{\delta v \over \delta z}=-{\delta p \over \delta y}+\mu \nabla ^{2}v+\rho gy}
{\displaystyle \rho {\Big (}{\delta w \over \delta t}+u{\delta w \over \delta x}+v{\delta w \over \delta y}+w{\delta w \over \delta z}=-{\delta p \over \delta z}+\mu \nabla ^{2}w+\rho gz}